# Ёсида, Сюхэй
Сюхэй Ёсида (яп. 吉田 修平, род. 11 февраля 1964, Токио) — японский бизнесмен и ветеран игровой индустрии. Был президентом SIE Worldwide Studios с 2008 по 2019 год, прежде чем перейти к другому проекту, связанному с Sony Interactive Entertainment.

## Жизнь и карьера
Он окончил со степенью бакалавра факультет экономики Киотского университета, где участвовал в корпоративной стратегической группе, а также координировал деятельность ПК-бизнеса. Ёсида присоединился к Sony Corporation в апреле 1986 года. Позже он получил степень МДА в Калифорнийском университете в Лос-Анджелесе (УКЛА).[когда?]
Ёсида был одним из первых членов проекта PlayStation в феврале 1993 года, где в качестве ведущего менеджера по работе с клиентами он возглавлял программу лицензирования третьей стороны Sony Computer Entertainment Inc.
Под его руководством было создано немало хорошо продаваемых игр, среди них: серия Jak and Daxter, Twisted Metal: Black, ATV Offroad Fury. В студии Ёсида был исполнительным продюсером таких игр, как Gran Turismo, Ape Escape, The Legend of Dragoon и др.
В апреле 2000 года он стал вице-президентом Sony Computer Entertainment America. В феврале 2007 года он стал старшим вице-президентом SCE Worldwide Studios USA. В мае 2008 года он стал президентом данной студии.
В ноябре 2013 года Ёсида появился в официальном видеоролике анбоксинга PlayStation 4. Он изображает мужчину, который в кожаных перчатках коричневого цвета (мы видим только его перчатки и вид сзади, лицо не показывается) медленно и методично разворачивают содержимое коробки PlayStation 4. В конце видео показано, что тёмная фигура человека, лицо которого на протяжении всего видеоролика не показывалось — это действительно Ёсида. Ролик заканчивается тем, что Ёсида говорит зрителям «Greatness Awaits» (с англ. — «Величие ждёт»), в связи с предстоящим выпуском консоли PS4.
В 2013 году Ёсида приобрёл значительную популярность из-за своей открытости и особому отношению к потребителям. Большую популярность он набрал за счёт большого количества новостей и ответов на вопросы фанатов в Twitter, выступая в качестве гостя на различных игровых выставках. Рост его популярности среди геймеров привёл к тому, что в Интернете его прозвали «Brohei Broshida» (с англ. — «Брат Сюхэй Ёсида»).
7 ноября 2019 года Sony объявила, что Ёсида ушел с поста президента SIE Worldwide Studios из-за перестановок в компании, чтобы возглавить недавно сформированную инициативу «PlayStation Indies», которая будет сосредоточена на поддержке внешних независимых разработчиков. Его сменил Хермен Хюльст, бывший глава студии Guerrilla Games.
26 ноября 2024 года Сюхей Ёсида объявил о своём уходе из PlayStation. Он покинул пост 15 января 2025 года, спустя 31 год работы в компании, однако отметил, что останется в индустрии.